# Serge Crottier-Combe
Serge Crottier-Combe (* 14. Juli 1960 in Bourg-en-Bresse) ist ein ehemaliger französischer Radrennfahrer und nationaler Meister im Radsport.

## Sportliche Laufbahn
Crottier-Combe war im Straßenradsport und im Bahnradsport aktiv. Er blieb während seiner Karriere Amateur. Er begann im Verein Sprinter Club Croix Rousse-Caluire in Lyon mit dem Radsport. Seinen ersten nationalen Titel holte er 1981 im Punktefahren. 1983 und 1987 gewann er diesen Titel erneut. Mit Patrick Billet als Partner gewann er 1986 die Meisterschaft im Zweier-Mannschaftsfahren. 1989 holte er den Titel im Steherrennen vor Gérard Simonnot. 1992 und 1993 wurde er erneut Stehermeister. Zweite Plätze bei Bahnmeisterschaften holte er 1982 im Punktefahren, 1991 und 1997 im Steherrennen. Bei den Bahnradsport-Weltmeisterschaften 1983 kam Crottier-Combe im Punktefahren auf den 9. Platz, 1992 im Steherrennen auf den 6. Rang. Er gewann einige Eintagesrennen und Kriterien auf der Straße.